# Bare -ベア-
『bare』（ベア）は、オフブロードウェイミュージカル。

## スタッフ
- 脚本 : ジョン・ハートミア、デーモン・イントラバルトーロ
- 作曲 : デーモン・イントラバートロー

## ミュージカル 日本版
- 2014年12月18日 - 12月28日 中野 ザ・ポケット 上演時間は休憩を含む2時間30分
- 2016年6月30日 - 7月10日 新宿 シアターサンモール
- 2020年1月30日 - 2月9日 青山一丁目 草月ホール

### キャスト
|                      | 2014年                      | 2016年 (Team RED)     | 2016年 (Team PURPLE)  | 2020年                |
| -------------------- | --------------------------- | --------------------- | --------------------- | --------------------- |
| ジェイソン           | 辛源 鯨井康介               | 鯨井康介 岡田亮輔     | 鯨井康介 岡田亮輔     | 安井一真 小谷嘉一     |
| ピーター             | 岡田亮輔 田村良太           | 田村良太 橋本真一     | 田村良太 橋本真一     | 田村良太 大久保祥太郎 |
| アイヴィ             | ラフルアー宮澤エマ 平田愛咲 | 増田有華 皆本麻帆     | 増田有華 皆本麻帆     | 増田有華 茜屋日海夏   |
| ナディア             | 谷口ゆうな 三森千愛         | 谷口ゆうな あべみずほ | 谷口ゆうな あべみずほ | 谷口ゆうな            |
| マット               | 神田恭兵 染谷洸太           | 染谷洸太 一和洋輔     | 染谷洸太 一和洋輔     | 神田恭兵 宮島朋宏     |
| 神父                 | 阿部裕                      | 川﨑麻世              | 川﨑麻世              | 林アキラ              |
| シスター・シャンテル | 小野妃香里                  | 入絵加奈子            | 入絵加奈子            | 北翔海莉              |
| クレア               | 伽藍琳                      | 秋本奈緒美            | 秋本奈緒美            | 伊東えり              |
| ルーカス             | 土倉有貴                    | 松永一哉              | 松永一哉              | おでぃ                |
| ターニャ             | 北川理恵◆                   | 北川理恵              | 杉山真梨佳            | 井坂茜                |
| カイラ               | 島田彩◆                     | 町屋美咲              | 山崎穂波              | 仲里美憂              |
| ダイアン             | 原宏美◆                     | 日下麻彩              | 嘉悦恵都              | 露詰茉悠              |
| ローリー             | 藤原明莉◆                   | momona                | 伊宮理恵              | 小林風花              |
| ザック               | 佐々木尭◆                   | 宮垣祐也              | 宮垣祐也              | 石賀和輝              |
| アラン               | 森本大介◆                   | 藤井凜太郎            | 藤井凜太郎            | 高木裕和              |
| 演出                 | 原田優一                    | 原田優一              | 原田優一              | 原田優一              |
| 振付                 | 中村陽子                    | 中村陽子              | 中村陽子              | 中村陽子              |
| 音楽監督             | 村井一帆                    | 宮﨑誠                | 宮﨑誠                | 桑原まこ              |

2014年 : ◆印＝カバーキャスト交替日有り
2016年 : Team RED / Team PURPLE